# TouchLight
TouchLight là loại màn hình cảm ứng hình ảnh và hiển thị đồ họa 3D dùng để tương tác dựa trên cử chỉ. Sản phẩm do nhân viên của Microsoft Research là Andrew D. Wilson phát triển và được công chúng biết đến vào cuối năm 2005. Hãng Eon Reality được cấp giấy phép sở hữu công nghệ này vào tháng 7 năm 2006.

## Khả năng
TouchLight có thể ghi và chiếu cùng lúc, và do khả năng 3D được sử dụng gần như một tấm gương.  Nguyên tắc tương tự này có thể được áp dụng để liên kết hai TouchLight với nhau, cho phép hai người ở bất kỳ đâu trên thế giới giao tiếp với nhau như thể họ đang ngồi ở hai phía đối diện của cùng một bàn làm việc.  TouchLight chụp được hình ảnh độ nét cao của bất kỳ thứ gì được đặt trên màn hình. Hình ảnh này về sau được hiển thị dưới dạng 2D. Người dùng TouchLight có thể điều khiển kích cỡ, vị trí và phương hướng của hình ảnh bằng cách thực hiện hành động tương ứng với bàn tay của mình.  Màn hình tích hợp thêm một chiếc microphone giúp phát hiện độ rung, do đó cho phép người dùng thay đổi phần cài đặt chỉ bằng cách chạm vào màn hình.

## Giá thành
Hiện tại, sản phẩm cao cấp có giá lên tới 60.000 đô la thế nhưng hãng Eon Reality dự đoán rằng trong vòng 24 đến 36 tháng nữa, công nghệ này sẽ có mức giá phù hợp dành cho máy tính để bàn.